# 斯庫泰爾尼奇鄉
44°51′N 26°55′E / 44.850°N 26.917°E
斯庫泰爾尼奇鄉（羅馬尼亞語：Comuna Scutelnici, Buzău），是羅馬尼亞的鄉份，位於該國東南部，由布澤烏縣負責管轄，面積66平方公里，海拔高度71米，2007年人口2,478，人口密度每平方公里38人。